# Mashbury
Mashbury – wieś i civil parish w Anglii, w hrabstwie Essex, w dystrykcie Chelmsford. Leży 8 km na północny zachód od miasta Chelmsford i 47 km na północny wschód od Londynu. W 2001 roku civil parish liczyła 89 mieszkańców. Mashbury jest wspomniana w Domesday Book (1086) jako Masceberia, Massebirig.